# 大量生産
大量生産（たいりょうせいさん、英: mass production マスプロダクション）とは、限られた品種の製品を大量に生産する生産形態。略して量産（りょうさん）やマスプロともいう。ライン生産方式で大量に生産する。

## 概要
大量生産という生産方式は、オートメーションを活用する高度な生産設備において、生産工程を単純化・合理化することによって、コストの引下げ、生産物の品質の改善などに大きく寄与する。
大量生産方式はまず、大量生産が登場する前の時代にもっぱら行われていた個別受注生産と対比される。
1801年にイギリスでマーク・イザムバード・ブルネルがイギリス海軍用に滑車装置を作るためにライン生産方式を用いた。1859年にはオーストリアでトーネット社が曲げ木の椅子の大量生産を行った。1901年にはオールズモビル社が組立てラインで生産を行った。（後述）

### 大量生産が発展した市場要因、社会的要因
大量生産方式が発展したのは、大衆の所得水準が向上したことにともなう大量消費によって、世の中の市場構造が、受注生産的市場から「市場生産的市場」へと変化したことによる。生産財の生産が中心だった時代には、プラント設備・重電機・造船など注文生産的市場（受注生産的市場）の比重が高かったが、（大衆の経済力が増し）大量消費時代が到来すると、消費財を中心に大量生産方式が発達したのである。
例えば、1910年代のアメリカでフォード・モーター社が行なったT型フォードの大量生産や、第二次世界大戦後の日本で始まった家庭電気製品や自動車などの大量生産が、こうした仕組みで起きたのである。
大量生産の狙いは、以下のことである。
- [要出典]生産設備の切り替え中の段取時間などの各種損失を減らして生産効率を高める。
- [要出典]作業の細分化による各工程の単純化、簡素化により、低賃金の労働力を活用できるようにする。
- [要出典]作業者のスキルに依存した部分を減らし、均一な品質の製品を大量に作る。

これにより、商品ひとつあたりの生産にかかるコストを下げることも実現する。しかしながら、大量生産を前提としたラインでは大規模投資を行って製造ラインを構築するため、固定資産などの固定費が多くかかる。そのため、生産量が少ない場合など工場の稼働率が低い場合は製造原価が跳ね上がる。大量生産の効果を出すためには一定の生産量以上を確保しないといけない。その一方で、商品を大量生産しても、売れ残り大量在庫が発生するという状況があり得て、これをどう解消するか、という課題も生じる。
近年では、モジュール化によって部品の共通化が進展しており、この分野でも量産効果によるコスト削減が依然として有効である。
最終組み立ての工程においては、カスタマイズや製品切替に合わせて屋台方式などによりモジュールの接合を一人の作業員が貫徹するやり方も普及しつつある。

## 歴史

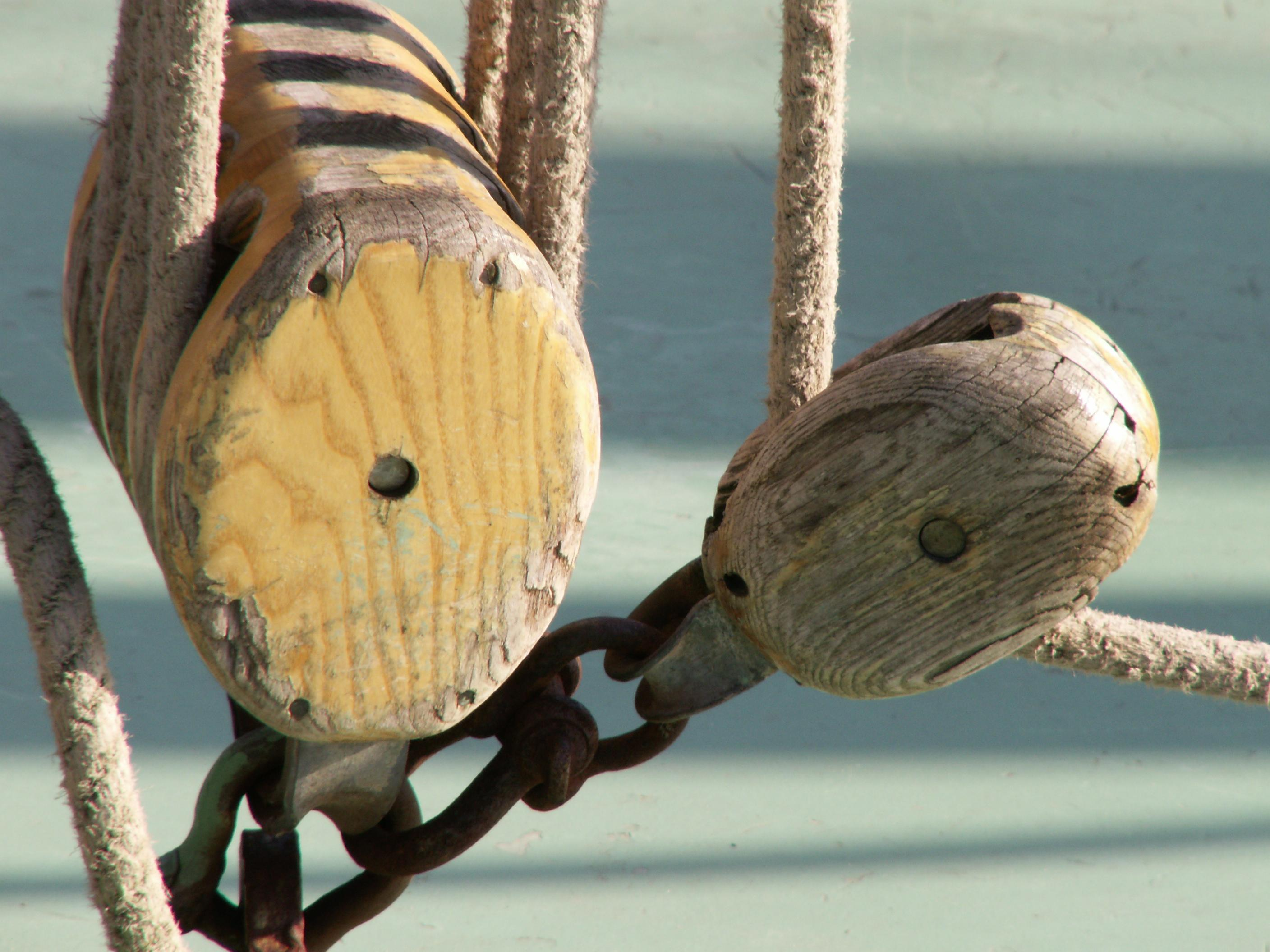
船舶で用いる「ブロック」（＝滑車）。帆船ひとつでも多数必要で、世で非常に多数の帆船が運用されていたので、大量に需要があった。1808年までに、ポーツマスでの年間生産量は130,00個に達したという。

1801年にイギリスでマーク・イザムバード・ブルネルがイギリス海軍用に滑車装置(en:Block and tackle)を作るためにアセンブリー・ラインを用いたのが最初とされる。
1859年にオーストリアでトーネット社のミヒャエル・トーネットが、ブナ材を曲げて作る曲木椅子を世界に販売するためにアセンブリー・ラインを用いた大量生産を開始。一度作った製品を分解し、1m3の箱に椅子36脚分のパーツを入れ世界中に出荷。それを現地で再組み立てするノックダウン生産で市場を席巻した。その代表商品「No.14」は、19世紀に約5000万脚が生産販売された。
アメリカではアルバート・ポープが1890年代にアセンブリー・ライン（組立ライン）による生産を開始した。ポープはイギリスで自転車製造を見学した後、アメリカ初の自転車製造会社を創業した。さらにアメリカ自転車産業界を特許闘争で独占し「アメリカ自転車の帝王」とよばれた人物である。
アメリカでの自動車生産におけるアセンブリーラインの第一号は1901年、ランサム・E・オールズによりオールズモビルでなされ、オールズは特許を取得した。第二号は、トマス・B・ジェフリーが1902年にランブラーC型でおこない、フォード社が1903年に初期のA型フォードでその後に続く。フォード社は改良を重ね、1908年から開始されたT型の製造において適時改良を加えつつ1914年にハイランドパーク工場内のシャーシのアセンブリー・ラインにベルトコンベアが導入され、この時点が、後年、「組み立てに関する大量生産方式の基本形完成の年」とされている。フォード副社長でこれに貢献したチャールズ・ソレンセンは、「事実が先で、考え方や原理などは後からついてきた」と後に語った（これはトヨタのかんばん方式も同様である）。またフォード式大量生産はヘンリー・フォードが主導したものではなく、フォード社内の幹部や技術者の長年にわたる試行錯誤（en:trial and error トライアル・アンド・エラー）の結果であった。
- フォード社の組立てライン(1913年）
- T型フォードの量産ライン。（1913年-1914年頃のハイランドパーク工場）。この時代に、すでにラインの立体化まで行っている。
- 第二次世界大戦におけるベル・エアクラフト社の戦闘機（P-39エアラコブラ、P-63キングコブラ）生産ライン

## 大量生産の歩みと問題点

### 歩み
大量生産は、経済成長と密接に関わっている。大航海時代以降、商品経済化が進展し生産・消費のサイクルが拡張すると、利益とシェアが強い関連を持つようになった。より少ない労力で多くの生産を行う、生産性が高い産業が、成長し利益を上げることができた。
18世紀、インド産綿織物に席巻されつつあったイギリス衣料市場においては、発明されたばかりの機械を資本家が導入し、国内生産で輸入品を代替するビジネスモデルを確立した。
機械は、大量生産を可能にし、や均質な綿糸・綿布・綿織物を生み出した。低コストな生産方式は、やがてインドの比較優位性を逆転させ、イギリスを綿織物輸出国として成長させることになった（産業革命）。
やがて、大量生産はあらゆる商品に適用され、大量の生産物が消費される社会（大衆消費社会）が到来した。アメリカ合衆国において特にこの方式は発達し、広大な国土の発展を支えた。

### 問題点
生産が増加するということはそれ自体が国内総生産の増大を意味するが、やがてさまざまな問題が噴出する。
物的側面
大量生産は、大量の資源消費を意味しており、様々な資源が大量に消えていくことになった。木材や石炭、現代においては石油が莫大な量、消費されている。
また、大量生産の過程では大量の汚染も発生する。動力用として使用する燃料の酸化物、製品を洗浄したりする過程で発生する化学物質や汚水などである。
さらに、大量生産された商品は大量消費されることになる。商品の大量購入が可能になった文化では「使い捨て」や頻繁な「買い替え」が容易になり、莫大なゴミが廃棄されることになる。
経済的側面
大量生産により、経済は需要を生み出す必要に迫られた。大量であっても価値が消費されるのであれば生産水準に問題が発生することはなかった。しかし、大量生産自体がその消費に影を落とした。
大量生産は一般的に初期投資が必要である。この初期投資は、乗数効果により大きな需要を生み出すため、大量生産の受け皿を大量生産自身がもたらすことになる。しかし、生産の拡張が一巡すると投資は終焉し、減価償却がはじまる。減価償却は、市中からの信用貨幣消失を意味し、逆の乗数効果をもたらす。かくして、大量生産は構造的な需要欠乏に陥る。
利用者的側面
大量生産は、同一の仕様の製品が大量に生産されることを意味している。この点で、一品生産や受注生産と異なり、消費者（製品を購入した以後は利用者となる）の個別性への対応は難しくなり、平均値的な仕様にもとづいた製品が大量に作られることになる。その結果ニッチ市場への配慮が失われることとなった。高齢者や障害者などの使用を前提としたユニバーサルデザインの動きは、この反省にもとづいている。またニッチな層に向けてのカスタマイズを行う業者も存在する。しかしかつて存在した自分の好きなオプションを自由に選べる商品(マツダ・ロードスター｢web tune factory｣や三菱・コルト｢カスタマーフリーチョイス｣など)が程なくして姿を消してしまっているという実例もある。

## フォード生産方式
フォード生産方式には以下の3点の特徴があげられる。
- 製品の標準化 - フォード・モデルTの一車種のみとし、そのバリエーションを長期にわたり生産
- 部品の規格化 - ヘンリー・リーランドが主導しデトロイトに普及させていたもの
- 製造工程の細分化（流れ作業化）、ベルトコンベア方式の採用 - 熟練工が必要なくなった

これらはフォード社がすべてを最初におこなったわけではなく、またすべて同時に形づくられたものでもない。フォードがおこなった主要な点としては、フォード・モデルTという一車種に絞ったことと、ベルトコンベア方式を採用し流れ作業をさらに効率化したことが特にユニークなところであり、それ以外の点は個別にはすでに他社でおこなわれていたものだった。しかし、それら個々の生産技術をさらに極め、一車種に集中しておこなったことにより、従来に比べて格段に生産能率が上がり、製品を安価に提供できるようになったのであった。1906年にはほぼ形作られていたが、1908年からのT型生産と、その販売好調による1914年の新工場建設に際しベルトコンベアが導入されたことで、フォード生産方式が完成した。この頃、フォード社は良質の鉄を入手するために製鉄所さえも自社で所有するまでになっていた。
これはフォード社一社だけの生産効率の向上であったが、これによってフォードは一時期、市場を寡占したため、産業界ではこれに対抗したいという意欲が生まれ、業界としての効率化をねらう「業界標準」を生むことにつながった。フォード社は部品会社も含め自動車産業の他の会社とはほとんど関わりをもたなかったため、米国の自動車産業界は、フォード社を除いて、またはフォード社と対立しながら、広く標準化・規格化を推進していった。具体的には、自動車特許でフォードと対立していたALAMでの試行にはじまり、その後、フォードの独占と不況による部品メーカー倒産により危機的状況におかれたハドソン自動車など中小の自動車メーカーが主導しSAE International（「部品の標準化：フォード主義への対抗」の節）で実現した。
製造工程が極端に単純化されたため、労働者は非人間的な労働を強いられた。この人間疎外の状況を風刺したものとして、チャップリンの『モダン・タイムス』が挙げられる。ただし、ヘンリー・フォード自身は(身内の反対を押し切り)フォード社での作業従事者に対して日当5ドルという当時では破格の給与を保証し、良質の労働者を確保すると同時に労働者への利益の還元を積極的におこなっていた。
1940年代にはこうした大量生産技術はアメリカの工業界全体において高いレベルに達しており、第二次世界大戦後期においてはそれらの生産インフラの急速な軍需への転換により、機械的信頼性の高い兵器を大量に生産（フォード社自身もM4中戦車やジープ、B-24爆撃機などの生産に関わっている）、アメリカ軍や連合国諸国に供給して戦争の勝利に大きく貢献することとなった。

## 日本における導入
一方、日本では戦前にフォード生産方式の導入を目指し、日本ゼネラル・モータースや日本フォードなどの外資系自動車メーカーの誘致を行ったが、工業規格の制定、部品の標準化、さらには分担生産と部品集約を効率よく行うための通信網や輸送網などの「生産ラインを停止させることなく稼働し続ける」ための社会資本の整備といったあらゆる面で遅れを取っており、ライン生産方式を十分に確立できないまま第二次世界大戦に突入し、非効率的な生産体制に苦しんだ果てに敗戦に至ることとなった。
戦後復興に伴い、これらの戦時中の教訓から各業界は異なるアプローチで日本独自の大量生産方式の確立を模索した。
行政は敗戦後直ちに戦前より制定されていた日本標準規格(JES規格)の再編に着手し、1949年に日本工業規格(JIS規格)を制定した。
自動車業界では、1950年以降戦前と同様に欧米メーカーの許諾の下、特定の車種のノックダウン生産から再開し、やがてライセンス生産を経て1960年代には完全な国内設計へと移行した。この段階的な移行は、日本国内の輸送インフラの整備方針について、戦前より続く鉄道を主体とするか、自動車専用道路を主体とするかという日本の行政官庁間の対立が背景にあった。なお、1950年に米国フォード社を視察した豊田英二の談では、日本は米国と比較して設備と技術者は良いが、工作機械と材料の品質で劣っており、この２つの克服が米国自動車産業に対抗するためには必須であると述べていた。1950年当時のトヨタは日産40台程度の生産能力しか持たず、日産8000台のフォードとは天と地ほどの差がある状況であった。また、日本車は戦前の航空機産業からの技術者流入の影響もあり、大型大排気量のアメリカ車とは直接は競合しない軽自動車や小型自動車の生産に注力するという基本路線も採られていた。
家電業界では、戦前に松下幸之助が提唱した水道哲学のもと、先行メーカーが開発に成功した革新的な商品を国内最大手である松下電器産業が模倣する（いわゆるマネシタ電器）という状況が事実上黙認された状態となっており、結果として国内に流通する製品の供給量の安定化と価格の低廉化の双方に貢献していた面があった。
ミシン業界では初めは欧米メーカーのライセンス生産から端緒を掴み、業界全体で国産ミシンの統一規格を制定し、その後も各社が独自展開する商品の内部構造に一定の共通性を持たせることで、業界全体の生産能力を高めるアセンブリー生産方式を導入し、輸出品に対しては通商産業省工業技術院（現・産業技術総合研究所）による輸出検査を義務付けることにより、国家全体で製造品質を保証する体制が取られることで、欧米メーカーのライン生産方式に直接的に対抗する手法が実践された。
やがて、1960年代に入ると戦前より構想されていた東名高速道路をはじめとする高規格幹線道路の開通が進み、鉄道も鉄道貨物輸送を逼迫させる一因となっていた旅客輸送が新幹線の開通によって効率化が図られる等、工業製品をライン生産方式で大量生産するための輸送網の下地が本格的に整ったことにより、それまで独自の生産方式を採用していた各業界でそれぞれのメーカーが独立したライン生産方式へと移行していき、日本は工業立国として高度経済成長を達成することとなった。
自動車業界では欧米型のライン生産方式をさらに改良したジャストインタイム生産システム（トヨタ生産方式）の確立へと至り、1980年代の貿易摩擦（特に日米貿易摩擦）により逆に欧米メーカーに対する脅威となる状況となった末に、最終的には欧米側が日本の生産方式を解析してリーン生産方式への転換が図られることとなった。